# تشارلز إي. ستيوارت
تشارلز إي. ستيوارت (بالإنجليزية: Charles E. Stuart)‏ هو محامي وسياسي أمريكي، ولد في 25 نوفمبر 1810 في الولايات المتحدة، وتوفي بنفس المكان في 19 مايو 1887. حزبياً، نشط في الحزب الديمقراطي. انتخب عضو مجلس نواب ميشيغان ‏ وانتخب عضو مجلس النواب الأمريكي وانتخب عضو مجلس الشيوخ الأمريكي.